# Bicentenario (Tabasco)
Bicentenario es una localidad del municipio de Centro ubicado en la subregión centro del estado mexicano de Tabasco. Anteriormente formaba parte de la localidad de Tumbulushal hasta que fue desfusionada el 15 de junio de 2019.

## Geografía
La localidad de Bicentenario se sitúa en las coordenadas geográficas 17°49′05″N 92°55′30″O / 17.818117, -92.924879, a una elevación de 16 metros sobre el nivel del mar.

## Demografía
Según el Conteo de Población y Vivienda 2020, efectuado por el Instituto Nacional de Estadística y Geografía, la localidad de Bicentenario tiene 6,993 habitantes, de los cuales 3,417 son del sexo masculino y 3,576 del sexo femenino. Su tasa de fecundidad es de 2.13 hijos por mujer y tiene 2,090 viviendas particulares habitadas.
| Gráfica de evolución demográfica de Bicentenario entre 2020 y 2020 |
|                                                                    |
| INEGI.                                                             |